# Sama doma

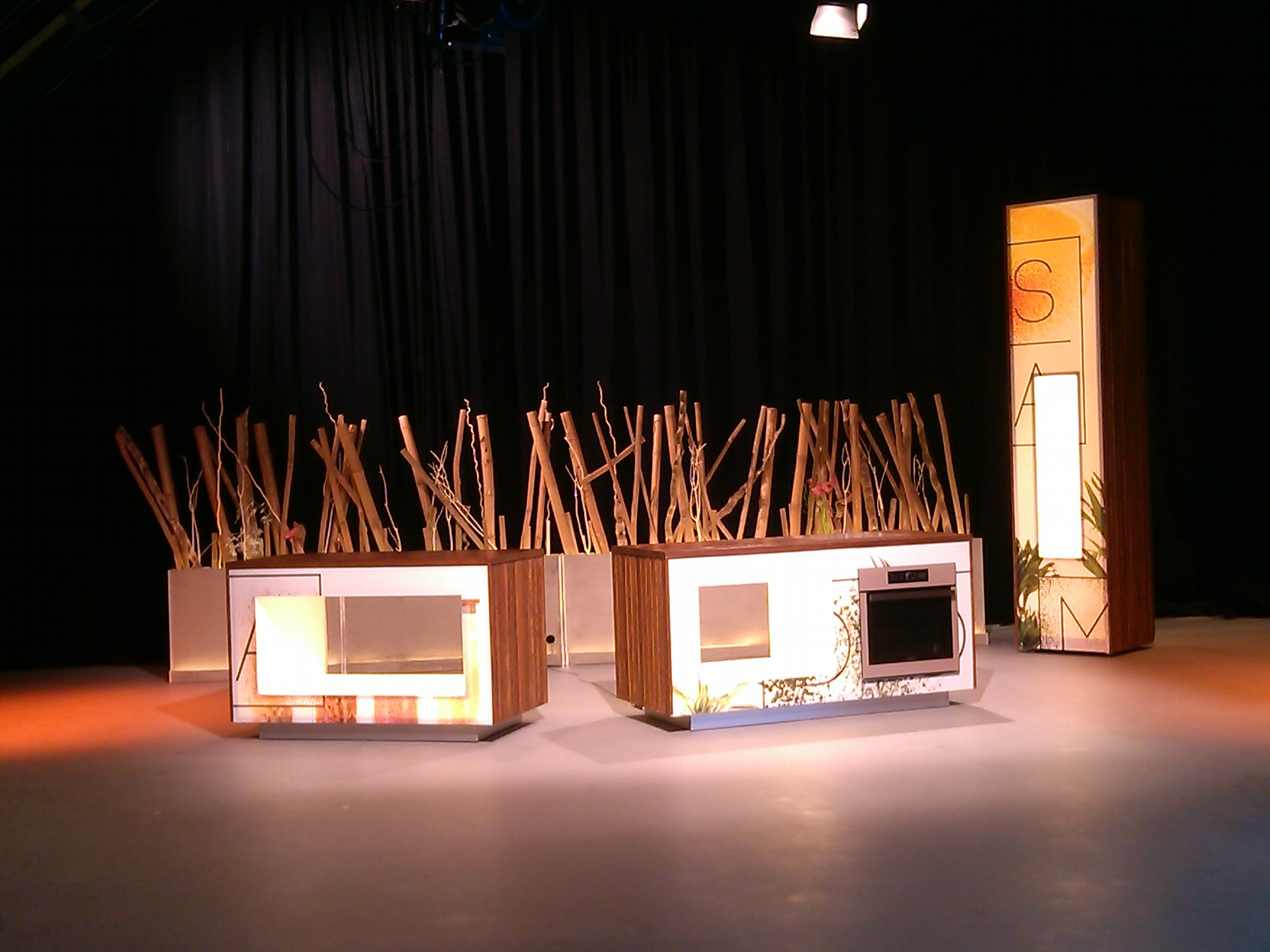
Dekorace studia Sama doma v brněnském studiu České televize v říjnu 2016

Sama doma je interaktivní publicistický pořad České televize vysílaný naživo od 2. září 1998. Obsahuje inspirativní program, zábavu a informace především pro ženy, a to s možností okamžité reakce diváků. Program je složen z mnoha rubrik a hosté jsou z řad lékařů, sociologů, psychologů a známých osobností. Pořad také v rámci všech třech vydání představuje řadu lokálních témat a osobností. Původní čas vysílání byl od 12:30 do 13:30, od 3. ledna 2017 se prodloužil do 14:00.
Dne 15. srpna 2013 proběhla oslava 15 let vysílání pořadu na lodi Europé v Praze za účasti současných a bývalých moderátorek a známých osobností.
Vysílání mimo studio proběhlo například 3. října 2014 v předvečer Karlovského gastrofestivalu z terasy hotelu Horal, obec Velké Karlovice.

## Moderátoři
V roce 2023 pořad moderovaly:
- studio Praha: Ester Janečková + Petra Eliáš Voláková, Lucie Křížková + Barbora Černošková, Martina Hynková Vrbová + Kateřina Podrazká
- studio Brno: Veronika Boleslavová + Marcela Špálovská
- studio Ostrava: Izabela Vydrová, Petra Češková, Anna Bangura

Bývalé moderátorky:
- studio Praha: Stanislava Lekešová, Hana Heřmánková, Olga Šípková, Iva Kubelková, Jolana Voldánová, Lejla Abbasová, Alena Zárybnická, Martina Menšíková, Radka Rosická, Alena Veliká, Jana Havrdová
- studio Brno: Petra Špičková, Jana Musilová, Soňa Šuláková, Tereza Šnajdr Stýblová, Jana Adamcová, Tereza Richtrová, Petra Eliášova Bakó
- studio Ostrava: Jana Fabianová, Linda Bendová, Vindy Krejčík Šmehlík